# مجلس الشورى البحريني 2022
مجلس الشورى البحريني 2022 (الفصل التشريعي السادس) من 12 ديسمبر 2022 حتى الأن ، تشكل المجلس بموجب الأمر الملكي رقم 41 لسنة 2022  الذي أصدره صاحب الجلالة الملك حمد بن عيسى آل خليفة ملك البحرين ويرأس المجلس علي صالح الصالح والذي يشغل المنصب منذ 15 ديسمبر 2006، وكما أنتخب المجلس في جلسته الأولى التي عقدت في يوم الأثنين 12 ديسمبر 2022 جمال محمد فخرو نائباً أول للرئيس والدكتورة جهاد عبدالله الفاضل نائباً ثانياً للرئيس.

## الأعضاء
أعضاء مجلس الشورى البحريني 2022, الفصل التشريعي السادس:
- علي صالح الصالح - رئيس مجلس الشورى
- جمال محمد فخرو - النائب الأول لرئيس مجلس الشورى
- الدكتورة جهاد عبدالله الفاضل - النائب الثاني لرئيس مجلس الشورى
- أجلال عيسى بوبشيت
- الشيخ أحمد بن محمد بن علي آل خليفة
- الدكتور بسام أسماعيل البنحمد
- الدكتورة أبتسام محمد الدلال
- الدكتور أحمد سالم العريض
- جمعة محمد الكعبي
- الدكتورة جميلة محمد السلمان
- جواد حبيب الخياط
- جواد عبدالله عباس
- حمد مبارك النعيمي
- خالد حسين المسقطي
- دلال جاسم الزايد
- رضا إبراهيم منفردي
- رضا عبدالله فرج
- سبيكة خليفة الفضالة
- سمير صادق البحارنة
- صادق عيد آل رحمة
- الشيخ عادل عبدالرحمان المعاودة
- عادل عبدالرحمان العسومي
- عبدالرحمان محمد جمشير (توفي في 28 أغسطس 2024)
- الدكتور أنور خليفة السادة (منذ 12 سبتمبر 2024)
- الدكتور عبدالعزيز حسن أبل
- الدكتور عبدالعزيز عبدالله العجمان
- عبدالله علي النعيمي
- الدكتور علي أحمد الحداد
- علي حسين الشهابي
- علي عبدالله العرادي
- علي محمد الرميحي
- فؤاد أحمد الحاجي
- الدكتورة فاطمة عبدالجبار الكوهجي
- لينا حبيب أحمد
- الدكتور محمد علي حسن
- الدكتور محمد علي الخزاعي
- نانسي دينا خضوري
- هالة رمزي فايز
- الدكتور هاني علي الساعتي
- السيد هشام هاشم القصاب

## أدوار الانعقاد

### قائمة أدوار انعقاد مجلس الشورى البحريني 2022
| دور الإنعقاد        | بداية الفترة   | نهاية الفترة |
| ------------------- | -------------- | ------------ |
| دور الانعقاد الأول  | 12 ديسمبر 2022 | 4 يونيو 2023 |
| دور الانعقاد الثاني | 8 أكتوبر 2023  | 7 مايو 2024  |
| دور الإنعقاد الثالث | 13 أكتوبر 2024 | حتى الآن     |